# Anastasia Nichita
Anastasia Nichita, née le 19 février 1999,est une lutteuse libre moldave. Elle remporte la médaille d'or en -59 kg aux Championnats du monde 2022 qui se sont tenus à Belgrade, en Serbie,. Elle est trois fois médaillée d'or dans l'épreuve des 59 kg aux Championnats d'Europe. Elle représente également la Moldavie aux Jeux olympiques d'été de 2020 à Tokyo, au Japon.

## Carrière
Au Championnat d'Europe juniors 2018 à Istanbul, en Turquie, elle remporte la médaille d'argent en -59 kg,. Au Championnat du monde de lutte juniors 2019 à Budapest, en Hongrie, elle remporte également la médaille d'argent en -59 kg,. En finale, elle perd contre Yumeka Tanabe du Japon.
En 2019, aux Championnats d'Europe de Bucarest, en Roumanie, elle remporte l'une des médailles de bronze en -57 kg,. La même année, elle est médaillée de bronze en -57 kg aux Jeux européens à Minsk, en Biélorussie,. Dans son match pour la médaille de bronze, elle bat la Norvégienne Grace Bullen. En 2020, elle est championne d'Europe en -57 kg qui se sont tenus à Rome, en Italie,. Elle bat la Bulgare Bilyana Dudova en finale. Elle remporte également la médaille d'or dans l'épreuve féminine des 57 kg à la Coupe du monde de lutte individuelle qui s'est tenue à Belgrade, en Serbie,.
En 2021, elle rafle l'une des médailles de bronze dans l'épreuve des -59 kg aux Championnats d'Europe à Varsovie, en Pologne,. Elle remporte ensuite l'or dans la même épreuve au Championnat d'Europe juniors qui s'est tenu à Skopje, en Macédoine du Nord.
Elle représente la Moldavie aux Jeux olympiques de 2020 où elle concoure en -57 kg. Elle remporte son premier match contre la Nigériane Odunayo Adekuoroye mais est éliminée au tour suivant par la future médaillée de bronze, la Bulgare Evelina Nikolova,. Aux Mondiaux juniors, elle participe en -59 kg.
En février 2022, elle rafle la médaille d'or en -59 kg au tournoi Yasar Dogu à Istanbul, en Turquie. En mars 2022, elle remporte la médaille d'or en -59 kg au Championnat d'Europe de lutte juniors à Plovdiv, en Bulgarie. Au cours de ce même mois, elle rafle également l'or en -59 kg aux Championnats d'Europe,. En finale, elle bat la Polonaise Jowita Wrzesień.
Elle rafle aussi la médaille d'or en -59 kg aux Championnats du monde 2022 où elle bat la Norvégienne Grace Bullen en finale,.
Elle remporte ensuite la médaille d'or en -59 kg lors du Grand Prix Open de Zagreb puis la médaille d'argent lors du Tournoi Ibrahim Moustafa à Alexandrie, Égypte.
Elle remporte une nouvelle médaille d'or en moins de 59 kg aux Championnats d'Europe de lutte 2023 à Zagreb.

## Palmarès
| Année | Tournoi               | Lieu     | Place | Catégorie |
| ----- | --------------------- | -------- | ----- | --------- |
| 2019  | Championnats d'Europe | Bucarest | 3e    | -57 kg    |
| 2019  | Jeux européens        | Minsk    | 3e    | -57 kg    |
| 2020  | Championnats d'Europe | Rome     | 1re   | -59 kg    |
| 2021  | Championnats d'Europe | Varsovie | 3e    | -59 kg    |
| 2022  | Championnats d'Europe | Budapest | 1re   | -59 kg    |
| 2022  | Championnats du monde | Belgrade | 1re   | -59 kg    |
| 2023  | Championnats d'Europe | Zagreb   | 1re   | -59 kg    |
| 2023  | Championnats du monde | Belgrade | 2e    | -57 kg    |
| 2024  | Jeux olympiques       | Paris    | 2e    | -57 kg    |